# Battaglia di Santa María
La battaglia di Santa María o battaglia di Guirapuirá (chiamata anche  battaglia di Ibirapuitán) fu uno scontro armato combattuto il 14 dicembre 1819 nel contesto dell'invasione luso-brasiliana tra una divisione dell'esercito del Regno Unito di Portogallo, Brasile e Algarve, comandata dal tenente colonnello José de Abreu e le truppe della Provincia Orientale che si riconoscevano nella politica di José Gervasio Artigas.
La battaglia si svolse sul torrente Ibirapuitán Chico o Santa María, nel territorio delle Misiones Orientales, annesso alla colonia portoghese dal 1801. La divisione di Abreu fu colta di sorpresa dalle truppe di Artigas, che aveva mandato contro il nemico la propria avanguardia, comandata da Andrés Latorre. I luso-brasiliani furono costretti al ritiro dopo aver ricevuto numerose perdite, ma riuscirono presto a riorganizzarsi grazie all'arrivo di rinforzi, rendendo così vana la vittoria orientale.

## Contesto storico
Nel luglio del 1819, la sconfitta di Andrés Guazurary ad Itacurubí aveva segnato il fallimento del piano strategico di José Gervasio Artigas, che si ritirò sulle sponde del fiume Uruguay per riorganizzare le sue truppe, lasciando il suo esercito diviso in diversi tronconi con limitate funzioni di tipo difensivo. A inizio novembre, giudicando la situazione propizia per l'immobilità del nemico, riformulò il suo piano di contrattaccare a nord i luso-brasiliani per tagliare loro ogni via di comunicazione.
Alla testa di 300 uomini partì in direzione del colle di Santa Ana, preceduto da un'avanguardia di 500 uomini comandati da Andrés Latorre.

## La battaglia
Il 14 dicembre 1819, le colonne di Latorre e Artigas riuscirono a piombare a sorpresa sulla divisione con la quale il tenente colonnello José de Abreu era stato posto a guardia della frontiera. La battaglia si risolse in una schiacciante vittoria per le truppe orientali, che lanciarono all'inseguimento del nemico in fuga una divisione comandata dal tenente colonnello Pedro González
. I portoghesi lasciarono sul campo un centinaio di morti.
Il giorno successivo alla battaglia, Abreu ricevette rinforzi dal maresciallo Bento Correia de Câmara, riuscendo in tal modo a respingere gli attacchi della divisione orientale lanciata al suo inseguimento. L'arrivo dei rinforzi mandati dal conte di Figueira pose alla fine in vantaggio numerico il comandante portoghese.

## Conseguenze
Raggiunta la valle di Belarmino, Abreu scelse una posizione strategicamente vantaggiosa e aspettò l'arrivo di González e Latorre, che nel frattempo si erano riuniti, riuscendo con tale manovra a distruggere la metà dei suoi inseguitori.
La sconfitta convinse Artigas a ritirarsi dentro i confini della Provincia Orientale; con l'obbiettivo di raccogliere i rinforzi chiesti ad Entre Ríos e di trovare cavalli lasciò a Latorre il comando del grosso dell'esercito e si trasferì nei pressi del torrente Mataojo. Accampato sul fiume Tacuarembó Chico, Latorre fu sorpreso il 22 gennaio 1820 dal conte di Figueira, al comando di 3000 uomini, che sbaragliò le truppe orientali nella battaglia di Tacuarembó. Con questo ultimo scontro terminò la resistenza all'invasione luso-brasiliana.